# Prima Divisione Calabria 1945-1946
Fu il quarto livello del campionato italiano di calcio e la 23ª edizione della Prima Divisione nonostante il declassamento subito da quando fu istituita. Il campionato fu organizzato e gestito dalle Leghe Regionali che emanavano autonomamente anche le promozioni in Serie C e le retrocessioni.
Questi sono i gironi organizzati dalla Lega Regionale Calabra per la regione Calabria.

## Girone A

### Squadre partecipanti
| Club                       | Città                     | Stagione precedente |
| -------------------------- | ------------------------- | ------------------- |
| A.C. Audace                | San Marco Argentano (CS)  |                     |
| S.S. Audace                | Catanzaro                 |                     |
| Aviocalcio                 | Aeroporto di Crotone (CZ) |                     |
| U.S. Castrovillari         | Castrovillari (CS)        |                     |
| A.S. Cosenza (B = riserve) | Cosenza                   |                     |
| A.S. Cremissa              | Cirò Marina (CZ)          |                     |
| U.S. Crotone (B = riserve) | Crotone (CZ)              |                     |
| Soc. La Sportiva           | Cariati (CS)              |                     |
| S.S. Milone                | Crotone (CZ)              |                     |
| A.C. Rossanese             | Rossano (CS)              |                     |

### Classifica finale
|  | Pos. | Squadra          | Pt       | G  | V | N | P | GF | GS | DR |
|  | ---- | ---------------- | -------- | -- | - | - | - | -- | -- | -- |
|  | 1.   | Cremissa         | ??       | 16 |   |   |   |    |    |    |
|  | 2.   | Audace San Marco | ??       | 16 |   |   |   |    |    |    |
|  | 3.   | ???              | ??       | 16 |   |   |   |    |    |    |
|  | 4.   | ???              | ??       | 16 |   |   |   |    |    |    |
|  | 5.   | Castrovillari    | ??       | 16 |   |   |   |    |    |    |
|  | 6.   | ???              | ??       | 16 |   |   |   |    |    |    |
|  | 7.   | ???              | ??       | 16 |   |   |   |    |    |    |
|  | 8.   | ???              | ??       | 16 |   |   |   |    |    |    |
|  | 9.   | ???              | ??       | 16 |   |   |   |    |    |    |
|  | --   | Cariatese        | Ritirata |    |   |   |   |    |    |    |

Legenda:
      Ammesso alle finali regionali.
      Retrocesso in Seconda Divisione.
Regolamento:
Due punti a vittoria, uno a pareggio, zero a sconfitta.

## Girone B

### Squadre partecipanti
| Club                               | Città                   | Stagione precedente |
| ---------------------------------- | ----------------------- | ------------------- |
| Amantea                            | Amantea (CS)            |                     |
| U.S. Bagnarese                     | Bagnara Calabra (RC)    |                     |
| ?.?. Battaglini                    | Gioia Tauro (RC)        |                     |
| A.C. "Antonio Feltrinelli" Villese | Villa San Giovanni (RC) |                     |
| U.S. Gioiese                       | Gioia Tauro (RC)        |                     |
| Juventina Locri                    | Locri (RC)              |                     |
| U.S. Palmese                       | Palmi (RC)              |                     |
| U.S. Paolana                       | Paola (CS)              |                     |
| S.S. Juventus                      | Tropea (CZ)             |                     |
| U.S. Vibonese                      | Vibo Valentia (CZ)      |                     |
| U.S. Vigor Nicastro                | Nicastro (CZ)           |                     |

### Classifica finale
|  | Pos. | Squadra                       | Pt       | G  | V | N | P | GF | GS | DR |
|  | ---- | ----------------------------- | -------- | -- | - | - | - | -- | -- | -- |
|  | 1.   | "Antonio Feltrinelli" Villese | ??       | 18 |   |   |   |    |    |    |
|  | 2.   | Gioiese                       | ??       | 18 |   |   |   |    |    |    |
|  | 3.   | ???                           | ??       | 18 |   |   |   |    |    |    |
|  | 4.   | ???                           | ??       | 18 |   |   |   |    |    |    |
|  | 5.   | ???                           | ??       | 18 |   |   |   |    |    |    |
|  | 6.   | Amantea                       | ??       | 18 |   |   |   |    |    |    |
|  | 7.   | Vibonese                      | ??       | 18 |   |   |   |    |    |    |
|  | 8.   | ???                           | ??       | 18 |   |   |   |    |    |    |
|  | 9.   | ???                           | ??       | 18 |   |   |   |    |    |    |
|  | 10.  | ???                           | ??       | 18 |   |   |   |    |    |    |
|  | --   | Palmese                       | Ritirata |    |   |   |   |    |    |    |

Legenda:
      Ammesso alle finali regionali.
      Retrocesso in Seconda Divisione.
Regolamento:
Due punti a vittoria, uno a pareggio, zero a sconfitta.

#### Calendario
| andata (1ª) | andata (1ª)     | Prima giornata          | ritorno (10ª) | ritorno (10ª) |
|             |                 |                         |               |               |
| 6 gen.      | 1-1             | Tropea-Bagnarese        | 0-2           | 24 mar.       |
| 6 gen.      | 4-0             | Gioiese-Amantea         | 2-1           | 24 mar.       |
| 6 gen.      | ?               | Vibonese-Vigor Nicastro | 0-4           | 24 mar.       |
| 6 gen.      | 7-0             | Feltrinelli-Battaglini  | 2-0           | 24 mar.       |
| 6 gen.      | Riposa: Paolana |                         |               | 24 mar.       |

| andata (2ª) | andata (2ª)         | Seconda giornata         | ritorno (11ª) | ritorno (11ª) |
|             |                     |                          |               |               |
| 13 gen.     | 1-1                 | Paolana-Gioiese          | 0-3           | 30 mar.       |
| 13 gen.     | 2-0                 | Bagnarese-Vigor Nicastro | 0-1           | 30 mar.       |
| 13 gen.     | 1-0                 | Amantea-Tropea           | 2-4           | 30 mar.       |
| 13 gen.     | 2-2                 | Battaglini-Vibonese      | _-_           | 30 mar.       |
| 13 gen.     | Riposa: Feltrinelli |                          |               | 30 mar.       |

| andata (3ª) | andata (3ª)       | Terza giornata         | ritorno (12ª) | ritorno (12ª) |
|             |                   |                        |               |               |
| 20 gen.     | 5-3               | Gioiese-Vibonese       | 1-0           | 7 apr.        |
| 20 gen.     | 3-0               | Feltrinelli-Paolana    | ?             | 7 apr.        |
| 20 gen.     | ?                 | Vigor Nicastro-Amantea | 2-0           | 7 apr.        |
| 20 gen.     | 4-0               | Tropea-Battaglini      | _-_           | 7 apr.        |
| 20 gen.     | Riposa: Bagnarese |                        |               | 7 apr.        |

| andata (4ª) | andata (4ª)    | Quarta giornata            | ritorno (13ª) | ritorno (13ª) |
|             |                |                            |               |               |
| 27 gen.     | 1-1            | Vibonese-Amantea           | 2-0           | 14 apr.       |
| 27 gen.     | 1-3            | Bagnarese-Gioiese          | ?             | 14 apr.       |
| 27 gen.     | 2-0            | Battaglini-Paolana         | _-_           | 14 apr.       |
| 27 gen.     | 0-1            | Vigor Nicastro-Feltrinelli | 1-4           | 14 apr.       |
| 27 gen.     | Riposa: Tropea |                            |               | 14 apr.       |

| andata (5ª) | andata (5ª)      | Quinta giornata        | ritorno (14ª) | ritorno (14ª) |
|             |                  |                        |               |               |
| 3 feb.      | 3-1              | Gioiese-Battaglini     | _-_           | 22 apr.       |
| 3 feb.      | 1-3              | Amantea-Bagnarese      | 0-2           | 22 apr.       |
| 3 feb.      | ?                | Paolana-Vigor Nicastro | 0-3           | 22 apr.       |
| 3 feb.      | 2-1              | Tropea-Feltrinelli     | 0-4           | 22 apr.       |
| 3 feb.      | Riposa: Vibonese |                        |               | 22 apr.       |

| andata (6ª) | andata (6ª)     | Sesta giornata        | ritorno (15ª) | ritorno (15ª) |
|             |                 |                       |               |               |
| 10 feb.     | 0-3             | Battaglini-Bagnarese  | _-_           | 28 apr.       |
| 10 feb.     | 3-2             | Vigor Nicastro-Tropea | 2-0           | 28 apr.       |
| 10 feb.     | 4-1             | Feltrinelli-Amantea   | 1-3           | 28 apr.       |
| 10 feb.     | 5-3             | Vibonese-Paolana      | 1-4           | 28 apr.       |
| 10 feb.     | Riposa: Gioiese |                       |               | 28 apr.       |

| andata (7ª) | andata (7ª) | Settima giornata      | ritorno (16ª) | ritorno (16ª) |
|             |             |                       |               |               |
| ?           | 1-1         | Bagnarese-Feltrinelli | 2-3           | ?             |
| ?           | _-_         | ?-?                   | _-_           | ?             |
| ?           | _-_         | ?-?                   | _-_           | ?             |
| ?           | _-_         | ?-?                   | _-_           | ?             |
| ?           | Riposa: ?   |                       |               | ?             |

| andata (8ª) | andata (8ª) | Ottava giornata           | ritorno (17ª) | ritorno (17ª) |
|             |             |                           |               |               |
| ?           | 0-2         | Vibonese-Feltrinelli      | 0-9           | ?             |
| ?           | 0-2         | Battaglini-Vigor Nicastro | _-_           | ?             |
| ?           | _-_         | ?-?                       | _-_           | ?             |
| ?           | _-_         | ?-?                       | _-_           | ?             |
| ?           | Riposa: ?   |                           |               | ?             |

| andata (9ª) | andata (9ª) | Nona giornata       | ritorno (18ª) | ritorno (18ª) |
|             |             |                     |               |               |
| ?           | 1-0         | Feltrinelli-Gioiese | 1-2           | ?             |
| ?           | _-_         | ?-?                 | _-_           | ?             |
| ?           | _-_         | ?-?                 | _-_           | ?             |
| ?           | _-_         | ?-?                 | _-_           | ?             |
| ?           | Riposa: ?   |                     |               | ?             |

## Finali regionali
|                     | Risultati |                     | Luogo e data                    |
| ------------------- | --------- | ------------------- | ------------------------------- |
| Audace San Marco    | ? - ?     | Feltrinelli Villese | San Marco Argentano, ?? ?? 1946 |
| Feltrinelli Villese | 2 0       | Audace San Marco    | Villa San Giovanni, ?? ?? 1946  |
|                     |           |                     |                                 |

|          | Risultati |          | Luogo e data            |
| -------- | --------- | -------- | ----------------------- |
| Gioiese  | 5 - 0     | Cremissa | Gioia Tauro, ?? ?? 1946 |
| Cremissa | n.d.      | Gioiese  | Cirò Marina, ?? ?? 1946 |
|          |           |          |                         |

### Verdetti
- Feltrinelli Villese e Cremissa ammesse alla finalisima.

## Finalissima
|                     | Risultati |                     | Luogo e data                   |
| ------------------- | --------- | ------------------- | ------------------------------ |
| Feltrinelli Villese | 5 - 1     | Cremissa            | Villa San Giovanni, ?? ?? 1946 |
| Cremissa            | 0 - 2     | Feltrinelli Villese | Cirò Marina, ?? ?? 1946        |
|                     |           |                     |                                |

### Verdetti finali
- Feltrinelli Villese promossa in Serie C 1946-1947.